# The Art of Happiness
The art of happiness (A Arte da Felicidade - Um manual para a vida, no Brasil; Um Guia para a Vida, em Portugal) é um livro de Tenzin Gyatso, o atual Dalai-lama, em coautoria com Howard C. Cutler, psiquiatra norte-americano. A obra foi publicada em fevereiro de 1998, por Riverhead Books, sob o título The art of happiness.

## Coautoria
O livro foi escrito por Cutler, baseado em conversas que teve com o Dalai Lama e em palestras ministradas pelo líder espiritual. Os relatos das conversas e das palestras são feitos de forma a tornar o conteúdo mais compreensível ao leitor, portanto não seguem a ordem cronológica dos fatos e nem se tratam de transcrições literais. No entanto, o Dalai Lama respaldou tanto a forma quanto o conteúdo.
O psiquiatra não apenas narra o conteúdo do discurso do líder budista, mas faz também análises e interpretações baseadas em seus conhecimentos científicos. Além disso, o livro descreve a pessoa do Dalai, sua personalidade, suas atitudes, seus gestos e o modo como se relaciona com as pessoas.

## O cerne do livro
O tema central do livro é a busca universal da felicidade. O livro apresenta o ponto de vista oriental, nomeadamente do budismo, a respeito de sofrimento e felicidade, apresentando-se como um guia prático para o ser humano encontrar a felicidade. Não se trata de um manual doutrinário ou catecismo religioso, nem de um livro de auto-ajuda, mas sim de uma análise racional de como eliminar o sofrimento.

## Estrutura do livro
O livro está dividido em cinco partes, as quais são subdivididas em capítulos. Cada parte foca em um dos aspectos que compõem o escopo da tese do Dalai sobre a felicidade.
- Primeira parte: O propósito da vida
- Segunda parte: O calor humano e a compaixão
- Terceira parte: A transformação do sofrimento
- Quarta parte: A superação de obstáculos
- Quinta parte: Reflexões finais

### Citação
Acredito que o objetivo da nossa vida seja a busca da felicidade. Isso está claro. Quer se acredite em religião ou não, quer se acredite nesta religião ou naquela, todos nós buscamos algo melhor na vida. Portanto, acho que a motivação da nossa vida é a felicidade.— Dalai Lama

## Outras obras do Dalai Lama
- A Policy of Kindness, 1990
- Freedom in Exile - the Autobiography of the Dalai Lama, 1991
- The Good Heart - A Buddhist Perspective on The Teachings of Jesus, 1996
- The four noble truths, 1998